# Lagos Open 1979
Il Lagos Open 1979 è stato un torneo di tennis giocato sul cemento indoor. È stata la 3ª edizione del torneo che fa parte del Colgate-Palmolive Grand Prix 1979. Si è giocato a Lagos in Nigeria dal 26 febbraio al 3 marzo 1979.

## Campioni

### Singolare maschile
Hans Kary ha battuto in finale  Peter Feigl con il punteggio di 6–4, 3–6, 6–2

### Doppio maschile
Joel Bailey /  Bruce Kleege hanno battuto in finale  Ismail El Shafei /  Peter Feigl con il punteggio di 6–4, 6–7, 6–3